# Laskusaari (ö i Södra Savolax, Nyslott)
Laskusaari är en ö i Finland. Den ligger i sjön Enonvesi och i kommunen Nyslott i  landskapet Södra Savolax, i den sydöstra delen av landet, 290 km nordost om huvudstaden Helsingfors. Öns area är 1 hektar och dess största längd är 240 meter i sydöst-nordvästlig riktning.